# Piscine de Tikkurila
La piscine de Tikkurila (finnois : Tikkurilan uimahalli) est une piscine située dans le quartier de Viertola à Vantaa en Finlande.

## Caractéristiques
Construite en 1968, la piscine est située dans le parc sportif de Tikkurila. 
C'était la première piscine en Finlande avec une bassin de 50 mètres,.
La piscine a six couloirs de 50 mètres, et un bassin d'apprentissage de 5 × 8 mètres.
Elle dispose aussi d'un bassin de plongée de 4,5 mètres.
Le bassin de plongée est équipé de plongeoirs de 1 et 3 mètres et d'une tour de saut de 10 mètres.
Les bassins disposent d'une désinfection au chlore, d'une filtration à sable sous pression et d'un nettoyage par appareil à lumière UV. 
Il y a trois saunas dans les toilettes des hommes et deux du côté des femmes, auxquels s'ajoutent des vestiaires et un sauna pour les personnes handicapées.
Le bâtiment compte aussi deux salles de sport.

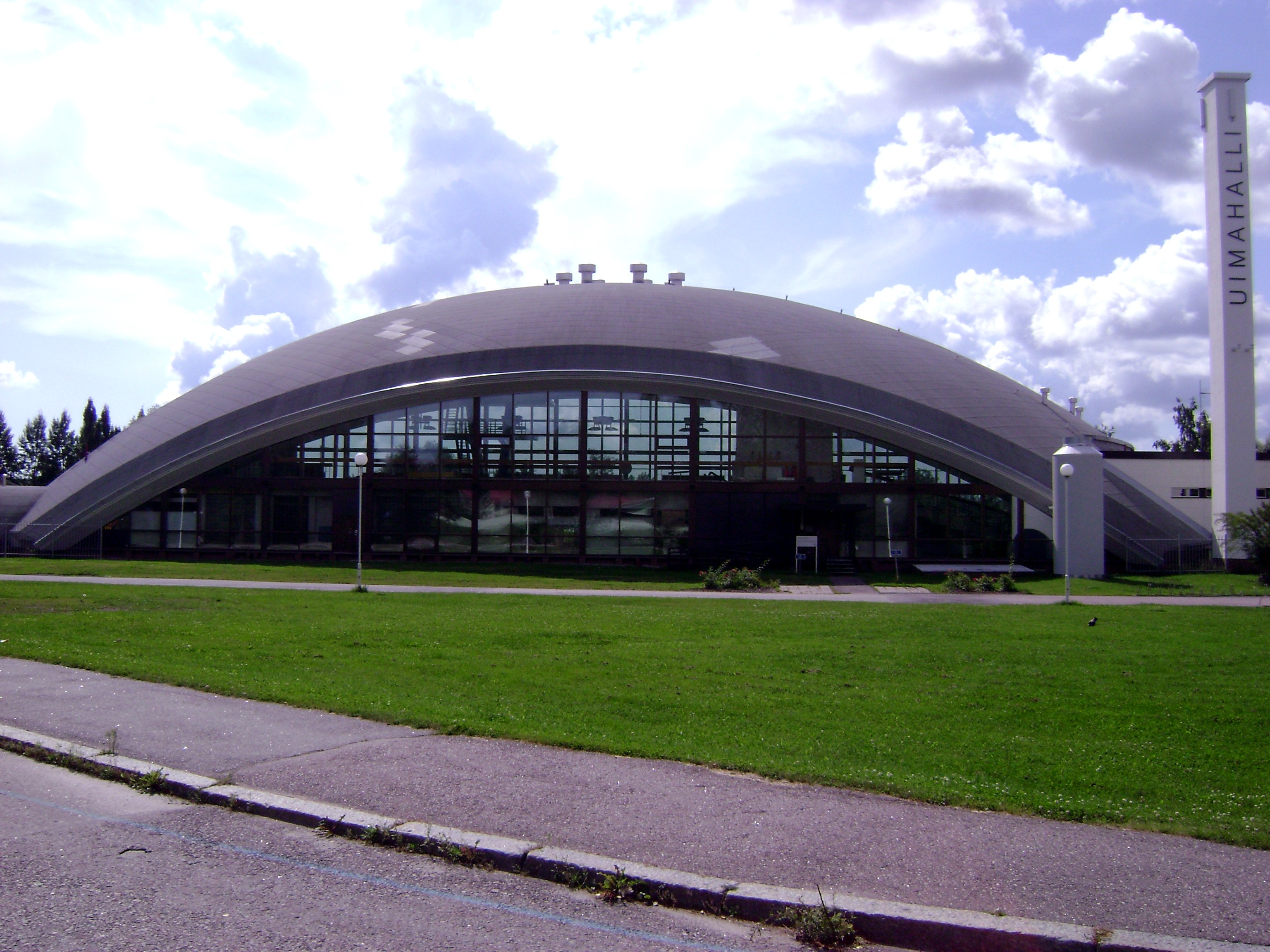